# Corinne Bouvet de Maisonneuve
Pour les articles homonymes, voir Bouvet de Maisonneuve, Bouvet et Maisonneuve.
 (mai 2023).
Si vous disposez d'ouvrages ou d'articles de référence ou si vous connaissez des sites web de qualité traitant du thème abordé ici, merci de compléter l'article en donnant les références utiles à sa vérifiabilité et en les liant à la section « Notes et références ».
Corinne Bouvet de Maisonneuve, née le 21 mai 1954  à Paris, est une femme de lettres française.

## Biographie
Corinne Bouvet de Maisonneuve a grandi à Paris, où elle a suivi des études de droit (licence) à l'université de Sceaux.
De 1976 à 1993, elle a essentiellement habité à l’étranger, aux États-Unis, en Malaisie et aux Philippines.[réf. nécessaire]
Elle écrit pour les adultes, Le Mat et le Merveilleux, Un Amour Annoncé, mais aussi pour la jeunesse : L'Hôtel du Soleil à l'Envers, Le secret de la VacheTartine au pays du Reblochon, un conte original et drôle à l'éloge de la Haute-Savoie et du Reblochon, illustrée par Joseph Michalski, sous la direction artistique de Georges Humbert.
L'été 2013, Corinne Bouvet de Maisonneuve publie deux nouveaux ouvrages aux éditions « Les Passionnés de Bouquins » LPB :
Un livre témoignage : KHADDOUJ, une histoire qui retrace la véridique épopée d'une Marocaine, de son Maroc natal à la Haute-Savoie, et TORCHEBISE, une histoire humaine sur le thème de la communication.

## Publications

### Romans
- Le Roman de Georgette - Éditions Nil (janvier 1998), Adapté en téléfilm en 2005[réf. nécessaire]
- Torchebise - Éditions l’Harmattan (mars 2004) Couverture de Jeanne Teston) Ré-édition Les Passionnés de Bouquins (juin 2013)
- Le Mat et le Merveilleux - Éditions Jacques André (avril 2008)
- Un Amour Annoncé - Éditions les Passionnés de Bouquins (novembre 2011)
- Khaddouj, la vie d'une Femme courageuse - Éditions Les Passionnés de Bouquins (juin 2013)

### Ouvrages jeunesse
- Ballon de choc ! Éditions Milan Presse (janvier 2008) illustrations de Gilles-Marie Baur
- L'Hôtel du soleil à l'envers - Éditions Lito (janvier 2008) illustrations de Véronique Joffre
- Le Secret de la vache Tartine - Éditions Unberger (juillet 2011) illustrations de Joseph Michalski